# 시날로아주

시날로아 주

시날로아주(스페인어: Sinaloa)는 멕시코 북서부에 위치한 주로 주도는 쿨리아칸이며 면적은 57,365km2, 인구는 2,806,664명(2012년 기준), 인구 밀도는 49명/km2이다. 1823년 12월 22일에 신설되었으며 18개 지방 자치체를 관할한다. 북쪽으로는 소노라주, 동쪽으로는 치와와주와 두랑고주, 남쪽으로는 나야리트주, 서쪽으로는 칼리포르니아만과 접한다.

주기
주 문장

## 인구
| 연도  | 인구      | ±% p.a. |
| ----- | --------- | ------- |
| 1895  | 261,050   | —       |
| 1900  | 296,701   | +2.59%  |
| 1910  | 323,642   | +0.87%  |
| 1921  | 341,265   | +0.48%  |
| 1930  | 395,618   | +1.66%  |
| 1940  | 492,821   | +2.22%  |
| 1950  | 635,681   | +2.58%  |
| 1960  | 838,404   | +2.81%  |
| 1970  | 1,266,528 | +4.21%  |
| 1980  | 1,849,879 | +3.86%  |
| 1990  | 2,204,054 | +1.77%  |
| 1995  | 2,425,675 | +1.93%  |
| 2000  | 2,536,844 | +0.90%  |
| 2005  | 2,608,442 | +0.56%  |
| 2010  | 2,767,761 | +1.19%  |
| 2015  | 2,966,700 | +1.40%  |
| 2020  | 3,026,943 | +0.40%  |
| 출처: |           |         |

## 같이 보기
- 시날로아 카르텔